# Траянова колона
Траяновата колона (на италиански: Colonna Traiana; на латински: COLVMNA·TRAIANI) е издигната през 113 година на Траяновия форум в Рим, в тесен двор зад Базилика Улпия, в чест на победите на император Траян над даките.
Висока е 35 м с пиедестала, с диаметър 3.7 м. Състои се от 23 цилиндрични блока от бял карарски мраморвсеки по 32 тона и капител 53 тона, колоната е куха с вътрешна  вита стълба със 185 стъпала до площадката на върха . В основите ѝ са били положени Траяновите останки. Украсена е със спирален барелеф в 24 оборота, който изобразява епизодите от войната на император Траян с даките (101 г. – 102 г. и 105 – 106 г.), който е много ценен за военната археология. На върха на колоната била поставена статуя на Траян, изчезнала през Средновековието. Папа Сикст V през 1587 г. поставя статуя на св. Петър, която стои и до днес.
Релефите, чиято дължина е 200 метра, изобразяват военните действия на римската армия в Дакия. Изобразени са военни сцени и битки, потегляне на армиите в поход, укрепителни дейности, императорът, който държи речи на войниците, жертвоприношения, посланичества и подчинение на победените. Представляват изключително важно свидетелство за външния вид, бита, облеклото и въоръжението както на римската войска, така и на тракийското население на Балканския полуостров от тази епоха. Изобразени са общо 2662 фигури и 155 сцени. Траян е изобразен на 58 места.